# Roman Lesnika

## Življenje in delo
Dr. Roman Lesnika (Sv. Ana v Slovenskih goricah, 17. februar 1898 - 18. junij 1975, Mozirje) se je rodil na Kriechenbergu pri Sveti Ani. Njegova starša Mihael Lesnika in Vilma Kovač sta bila razredna učitelja na Osnovni šoli Sveta Ana. Oče Mihael (1864-1935) je opravljal še službo šolskega upravitelja med letoma 1892 in 1925, mati Viljemina (1873-1956) pa je poučevala do leta 1927. Pri Sveti Ani je obiskoval 5 razredov osnovne šole. 8 razredov državne gimnazije je naredil v Mariboru, kjer je 7.12.1919 opravil maturitetni izpit. Hkrati je med letoma 1916 in 1919 služil v  Avstro-Ogrski vojski in bil 1 leto v italijanskem ujetništvu. 1919. leta se je vpisal na Medicinsko fakulteto v Gradcu, kjer je študiral 10 semestrov in ob večerih obiskoval Akademijo za slikarstvo. Naslednja 2 semestra je posvetil specialni zobozdravstveni izobrazbi na Zobni kliniki v Gradcu. 
Od leta 1926-1929 je delal v Splošni javni bolnici v Mariboru kot zdravnik volonter, pripravnik, dnevničar, sekundarni zdravnik in asistent internega oddelka, ki ga je vodil samostojno kot namestnik šefa. 1928. se je poročil z Olgo Sever in dobil hčerko Romano, 7 let kasneje se je rodil sin Roman.
S 1.2.1929. leta je nastopil v službo  krajevnega (banovinskega) zdravnika za zdravstveno okrožje Mozirje. Kot edini edini zdravnik daleč naokrog, je bil hkrati splošni zdravnik, ginekolog, porodničar, lekarnar, zobozdravnik in celo kirurg. Redne ure je delal v ambulanti, večino dela pa je opravljal na terenu.
Vodil je tudi ročno lekarno, do ustanovitve javne, leta 1935. Glavni odbor Rdečega križa Jugoslavije ga je leta 1937 odlikoval s srebrno svetinjo. Med okupacijo je pomagal ljudem v hudih vojnih razmerah. Leta 1944 je na  osvobojenem ozemlju Zgornje Savinjske  doline zdravil borce NOB, za kar je prejel Srebrno zvezdo zaslug za narod.
Po osvoboditvi je bil postavljen za uradnega krajevnega in okrajnega zdravnika v Mozirju, pri okrajnem odboru Gornji grad. Od 1955. dalje je v Zdravstvenem domu Nazarje opravljal vso zdravniško delo v posvetovalnici za otroke in posvetovalnici za noseče ter ostalo preventivno delo kot je cepljenje, sistematski pregledi šolarjev in podobno. Leto kasneje je začel voditi 2  zdravstveni postaji (Nazarje in Mozirje). 1959. je začel opravljati še izredno prakso terapevtsko zobozdravstvene službe v Zdravstvenem domu Nazarje. Upokojil se  je 1968. leta.